# Ammophila rufipes
Ammophila rufipes är en biart som beskrevs av Guérin-Méneville 1831. Ammophila rufipes ingår i släktet Ammophila och familjen grävsteklar. Inga underarter finns listade i Catalogue of Life.